# Josef Budenz

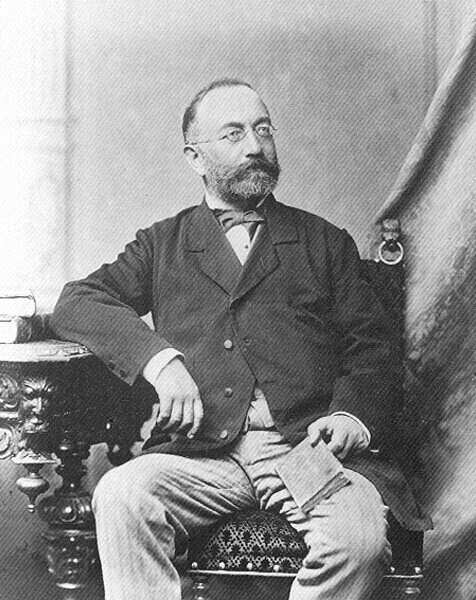
József Budenz

Josef (Jozsef) Budenz (* 13. Juni 1836 in Rasdorf; † 15. April 1892 in Budapest) war ein deutscher Finno-Ugrist, der zur Herkunft der ungarischen Sprache geforscht hat.

## Leben
Josef Budenz absolvierte 1854 sein Abitur in Fulda und studierte in Marburg und ab 1855 für drei Jahre in Göttingen, u. a. bei Theodor Benfey mit dem Schwerpunkt auf indogermanischer Sprachvergleichsforschung. Promotion erfolgte im Jahr 1858.
1858 war er in Budapest und unterrichtete in Stuhlweißenburg. 1861 wurde er zum Bibliothekar der Ungarischen Wissenschaftlichen Akademie ernannt. Er vertiefte unter Anleitung von Pál Hunfalvy seine Kenntnisse der uralischen und altaischen Sprachen. Ab 1868, nach anderer Quelle ab 1872, war er ordentlicher Professor für altaische Vergleichssprachen, der Lehrstuhl wurde eigens für ihn eingerichtet. 1871 wurde er ordentliches Mitglied der Ungarischen Akademie der Wissenschaften. Am 17. März 1884 wurde er in der Universitätsaula geehrt. Ab 1876 war er korrespondierendes Mitglied der Russischen Akademie der Wissenschaften in St. Petersburg. Budenz verstarb am Karfreitag, den 15. April 1892 und wurde am Ostersonntag, den 17. April 1892, beerdigt.
Am 26. Mai 1963 wurde zu seinen Ehren eine Gedenktafel am heutigen Dorfgemeinschaftshaus, dem Standort der ehemaligen Schule, in Rasdorf eingeweiht. Die Gedenktafel trägt die Inschrift: Hier stand bis 1954 das Haus, in dem am 13. Juni 1836 Joseph Budenz geboren wurde. Er war von 1868 bis zu seinem Tode am 15. April 1892 Professor an der Universität Budapest und ist Begründer der modernen finnisch-ugrischen Sprachvergleichung. Gestiftet von der Societas Uralo-Altaica am 23. Mai 1963.
In den Fuldaer Geschichtsblättern Nr. 5 von 1936 ist zu seinem 100. Geburtstag ebenfalls ein Artikel erschienen. Das Budenz-Gymnasium in Budapest hat im Jahr 2002 ein Budenz-Gedenkbuch in ungarischer Sprache herausgebracht. Am Finnisch-Ugrischen Seminar der Uni Göttingen wird jedes Jahr ein „Budenz-Tag“ abgehalten.

## Werke
- Ugrische Sprachstudien, 2 Bände, Budapest 1869–70
- Übersicht der Verzweigung der ugrischen Sprachen, 1878